# Лабуз, Себастьян
Себастьян Лабуз (пол. Sebastian Łabuz, родился 12 февраля 1978 в Новы-Тарге) — польский хоккеист, защитник ХК «ММКС-Подхале» (фарм-клуба хоккейной команды «Подхале»). Ранее играл за сборную Польши на трёх чемпионатах мира, в том числе и в высшем дивизионе в 2002 году.

## Достижения

### Клубные
- Чемпион Польши: 2003 (Уния), 2007, 2010 (Подхале)
- Чемпион Интерлиги: 2004 (Подхале)
- Победитель Кубка Польши: 2003 (Уния), 2004, 2005 (Подхале)
- Бронзовый призёр чемпионата Польши: 2015 (Подхале)

### В сборной
- Победитель первого дивизиона чемпионата мира 2001 года